# Pandèmia de COVID-19 a Timor Oriental
La propagació de la pandèmia per coronavirus de 2019-2020 a Timor Oriental es va confirmar el 21 de març de 2020 amb el cas d'un ciutadà del país.
En data del 19 d'abril, el país comptabilitzava 19 casos confirmats de Covid-19 i 1 persona guarida.

## Cronologia
El 21 de març, el govern de Timor Oriental va informar del primer cas confirmat de COVID-19 al país, un ciutadà estranger que havia tornat de viatge mar enllà.

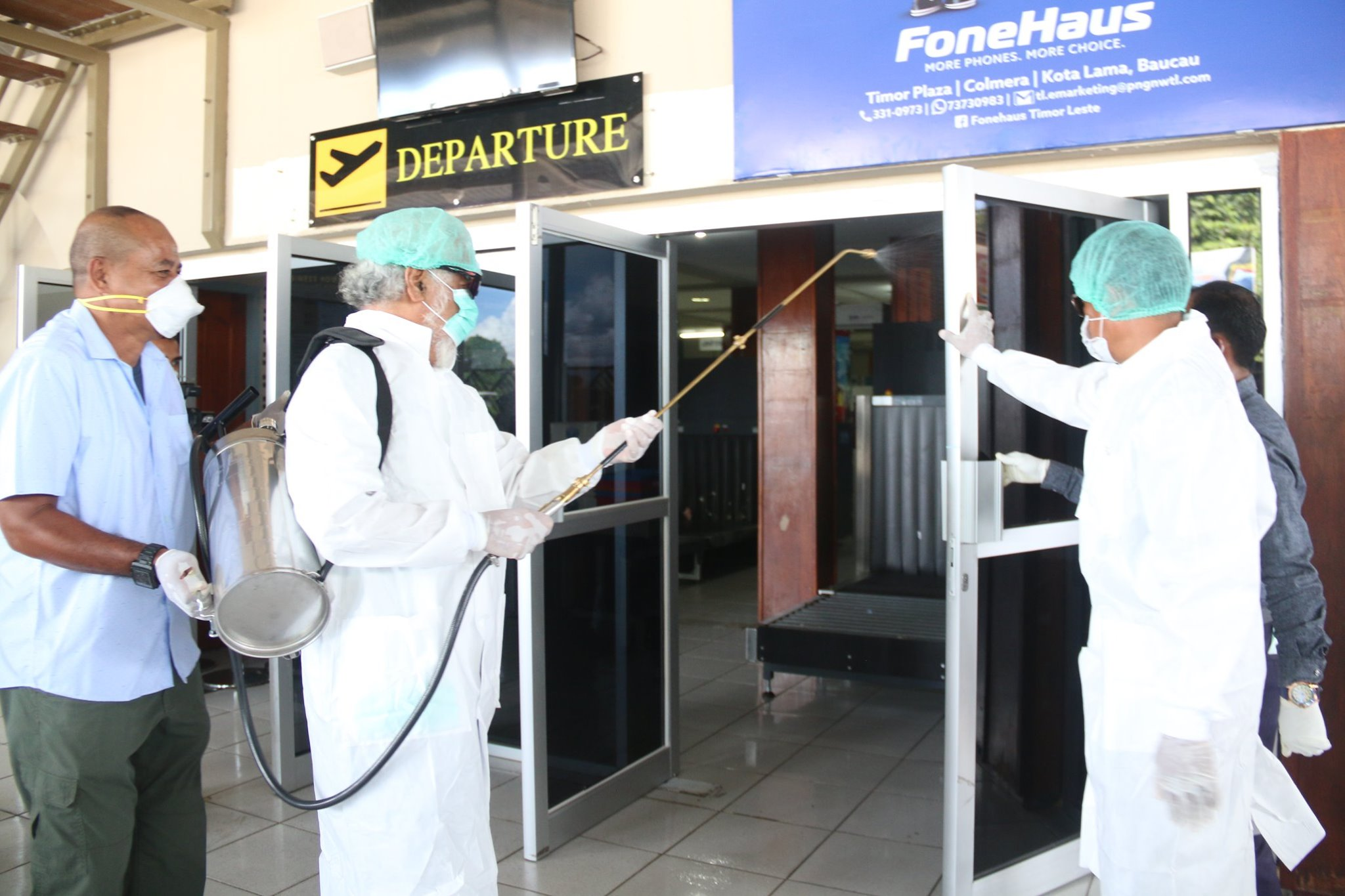
Desinfecció a l'aeroport de Dili

A conseqüència, per a contenir l'epidèmia la ministra d'educació, Dulce de Jesus Soares, anuncià el tancament dels llocs de culte, de les escoles durant una setmana, d'ençà del 23 de març fins al 28, i les universitats fins al 4 d'abril.
A partir del 25 de març, els treballadors estacionals timoresos que treballen a Austràlia en el marc d'un conveni entre tots dos països començaren a tornar al país. Així aquell mateix dia 18 homes i 16 dones se n'anaren de la ciutat australiana de Darwin i hagueren de fer una quarantena durant 14 dies a diverses estructures preparades per al confinament a Comoro. L'arribada de més gent als espais d'aïllament, ocupats per 629 persones el dia 26, podrien presagiar problemes de transmissió local i d'infeccions diverses.
El 27 de març, després d'una votació al Parlament, unànimament favorable a la proposta, el president de Timor Oriental, Francisco Guterres Lú-Olo, va declarar l'estat d'emergència, previst per a durar fins a la nit del 26 d'abril, a fi de frenar la possible progressió de l'epidèmia de Covid-19 al país i donar més eficàcia a les accions del govern en la lluita sanitària.

## Dades estadístiques
Evolució del nombre de persones infectades amb COVID-19 a Timor Oriental